# Port lotniczy Sremska Mitrovica
Port lotniczy Sremska Mitrovica (IATA: SMC, ICAO: LYSM) – port lotniczy położony niedaleko Sremskiej Mitrovicy w miejscowości Veliki Radinci (Serbia). Używany do celów sportowych.